# Benglen
Benglen är en ort i kommunen Fällanden i kantonen Zürich i Schweiz. Den ligger cirka 7 kilometer sydost om centrala Zürich. Orten har 2 073 invånare (2021).